# Ostnák malý
Ostnák malý (Microparra capensis) je vodní pták z čeledi ostnákovitých, který je ostrůvkovitě rozšířen v subsaharské Africe. Jedná se o jediného zástupce rodu Microparra. 

## Systematika
Druh formálně popsal britský zoolog Andrew Smith v roce 1839. Jedná se o monotypický taxon, tzn. nejsou rozeznávány žádné poddruhy. Druh se řadí do monotypického rodu Microparra. Rodový název Microparra pochází z řeckého mikros („malý“), a Parra, což je blíže neidentifikovaný druh ptáka, dnes synonymum k rodu ostnáků Jacana. Druhové jméno capensis pochází z latiny, ve které znamená „kapský“ (odkaz na Mys Dobré naděje).

## Výskyt
Ostnák malý má ostrůvkovité rozšíření od Mali po jižní Afriku. Jeho stanoviště tvoří sladkovodní mělké vodní plochy s dostatkem vodní vegetace, jako jsou jezera, močály, rybníky i pomalu tekoucí řeky.

## Popis
Ostnák malý měří na délku pouze kolem 15–16 cm a váží kolem 41 g, což z něj dělá nejmenšího zástupce ostnáků. Je nezaměnitelný díky dlouhým nohám s extrémně dlouhými prsty a drápy. Sympatrický ostnák africký je sice podobný, avšak až čtyřikrát těžší, čili záměna snad hrozí jen mezi dospělým ostnákem malým a nedospělým ostnákem africkým. Ostnák malý má hnědý zobák, spodní čelist je narůžovělá, duhovky jsou tmavě hnědé, nohy nazelenalé a drápy olivově hnědé. Opeření hraje šedohnědými nenápadnými barvami, které jsou shora tmavší než zespoda.

## Biologie a ekologie

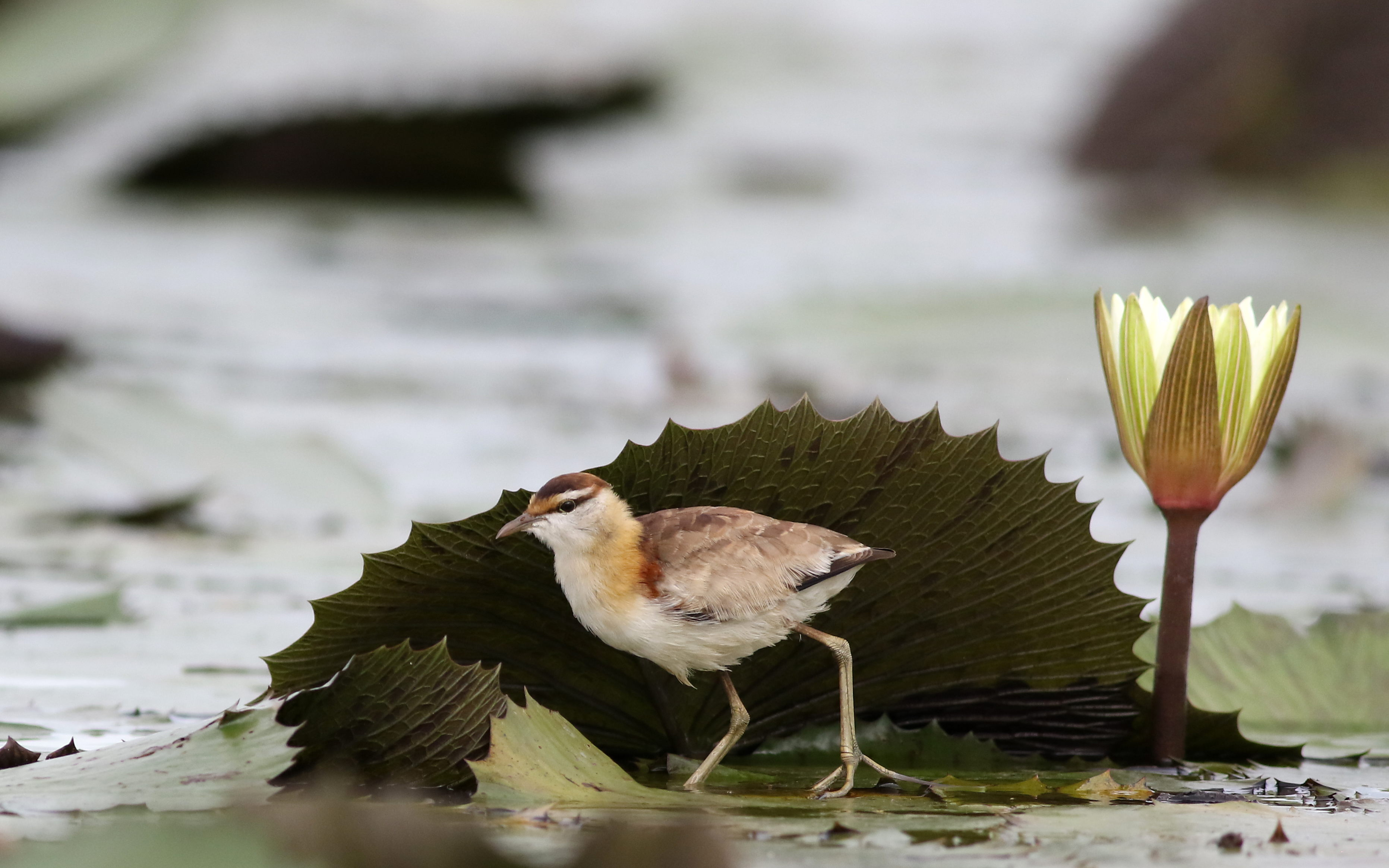
Ostnák malý v přirozeném prostředí (Botswana)

Stejně jako u ostatních ostnáků je život ostnáka malého nerozlučně spjat s vodním prostředím. Ostnák malý tráví většinu aktivní části dne procházením po vodní vegetaci ponořené v mělké vodě, k čemuž mu dobře slouží jeho extrémně prodloužené prsty a drápy, které rozkládají váhu jeho těla. Je poměrně schopným letcem, avšak žije převážně usedavě, některé populace jsou snad potulné. Podobně jako osták africký, i ostnák malý dokáže pohotově kolonizovat nové oblasti (např. v případě záplav), kde se často ještě objeví před ostnákem africkým. Živí se hlavně hmyzem, který hledá hlavně na vodní vegetaci a občas na vodní hladině. Občas může sezobnou i kousek vodní vegetace.
Doba zahnízdění závisí na podmínkách, zejména na míře zavodnění během období dešťů. Na rozdíl od všech ostatních ostnáků, kteří jsou polyandričtí, je ostnák malý monogamista a oba partneři společně staví hnízdo, inkubují, brání teritorium a vychovávají mláďata. Hnízdo představuje jen ledabylá hromádka vodní vegetace, často volně plovoucí na hladině. Hnízdo si ostnáci neustále opravují. Samice klade kolem 3 malých vajec, inkubace trvá kolem 22–24 dní. Ptáčata jsou prekociální. Klubou se synchronně a prvních několik dní zůstávají v blízkosti hnízda. Z počátku jim shání potravu rodiče. 10 dní po vyklubání již umí dobře chodit, k prvnímu letu dochází ve věku kolem jednoho měsíce a k úplné samostatnosti kolem dvou měsíců.

## Stav populace
Mezinárodního svazu ochrany přírody hodnotí druh jako málo dotčený, nicméně přiznává, že jeho populační trend je neznámý. 